# Fernando Cardenal
Fernando Cardenal Martínez (26 de janeiro de 1934 em Granada, Nicarágua – 20 de fevereiro de 2016 em Manágua) foi um jesuíta e teólogo da libertação nicaraguense. Ele serviu como Ministro da Educação entre 1984 e 1990, durante a era sandinista. Seu irmão, o poeta Ernesto Cardenal, também um sacerdote católico, serviu como ministro da cultura de 1979 a 1987.
Nasceu em uma família rica e influente de Granada, como o quinto filho de Rodolfo Cardenal e Esmeralda Martínez. Quando jovem era indisciplinado, no colégio interno jesuíta onde estudava fez diversas travessuras, como colocar uma bomba que danificou o telhado do banheiro, empurrar um padre na piscina, etc. Foi expulso mais de uma vez por insolência, além disso, fumava, bebia e era festeiro e namorador. Mas após as diversões, sentia um vazio e buscava uma grande felicidade que nunca tinha experimentado. Aos 17 anos, participou de um retiro espiritual, no qual descobriu que a felicidade que procurava somente poderia ser encontrada se se dedicasse à vida sacerdotal. Em 1952, ingressou no noviciado.
Em 1970, estava em Medellín, quando encontrou crianças que comiam os restos de comida dos jesuítas. Aquele fato o chocou e por isso prometeu dedicar sua vida à libertação dos pobres.
Em 1980, Cardenal liderou a Cruzada Nacional de Alfabetização da Nicarágua, um esforço Sandinista que conseguiu a alfabetização básica para mais de meio milhão de pessoas.
Em 1984, por causa de suas ligações com o movimento sandinista e a teologia da libertação, ele foi desligado da Companhia de Jesus, com o fundamento de que seus papéis como sacerdote e ministro do governo eram incompatíveis. Mas continuou a viver entre os jesuítas
Em 1995, deixou a Frente Sandinista de Libertação Nacional (FSLN). Em 1996, reingressou na Companhia de Jesus.
Em 2010, publicou "Un Sacerdote en la Revolución".
Em outubro de 2015, concedeu uma entrevista na qual falou sobre a publicação de um livro de sua autoria no qual defendeu mudanças na Igreja Católica, em particular em relação ao uso de contraceptivos, ao celibato como condição para o sacerdócio e à homossexualidade. O livro também tratou de outros temas como a Teologia de Libertação, a relação entre ciência e religião, o fundamentalismo religioso e secular, as causas verdadeiras da pobreza a nível mundial, a situação de guerra que vive o mundo e a Encíclica Laudato si'.
Nos últimos anos de sua vida, era diretor Movimento de Educação Popular "Fe y Alegría" na Nicarágua.
A Igreja, à medida que vai assimilando as ideias revolucionárias, passa a ser uma sociedade igualitária e que, por engenharia social, quer implantar, neste mundo, uma terra sem males [6]. Os marxistas sabem que sem transformação da religião numa força socialista, a revolução não irá acontecer.
Quando o papa João Paulo II se encontrou com o padre Ernesto Cardenal, ministro de um governo comunista, repreendeu veementemente o padre diante das câmeras de todo o mundo. O padre defendia a existência de duas igrejas: uma popular e outra romana, da hierarquia. A romana propaga a ideologia do magistério, com uma superestrutura imperialista e opressora. A outra igreja, do padre Ernesto Cardenal, seria uma igreja popular.